# Utenti motori agricoli
Gli Utenti motori agricoli sono gli agricoltori destinatari dell'assegnazione di carburante a prezzo agevolato.

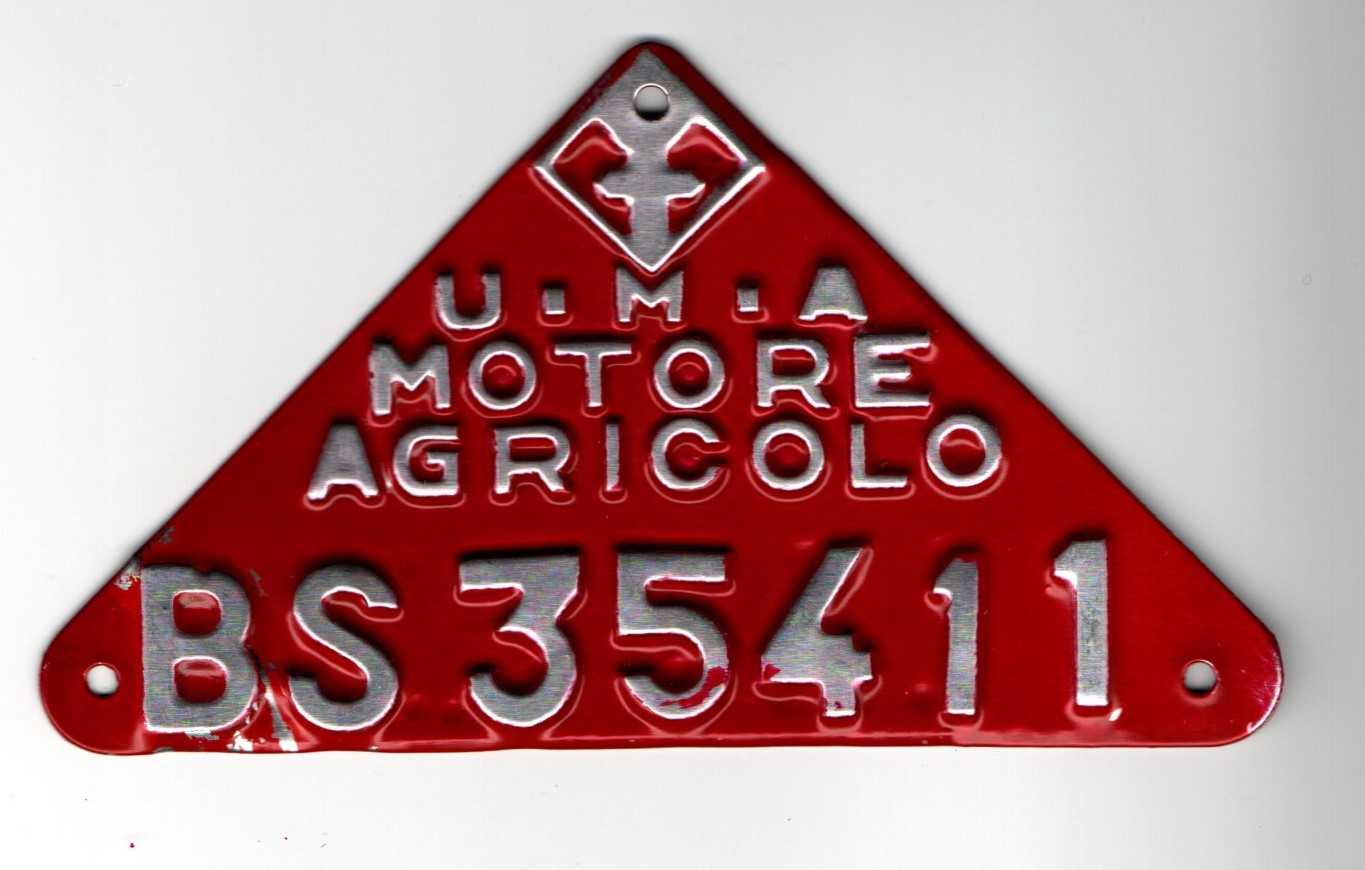
Targa U.M.A. della provincia di Brescia

Una parte consistente del prezzo dei carburanti è infatti costituito dalle accise, che hanno preso il posto delle imposte di fabbricazione.
Il diffondersi della motorizzazione in agricoltura ha fatto diventare tali imposte particolarmente pesanti per il mondo agricolo. Quindi per sostenere il reddito degli agricoltori da tempo lo Stato ha fornito combustibile a prezzo agevolato, colorato di verde per permettere un miglior controllo per usi non congrui.
Precedentemente il metodo per ottenere detti carburanti agevolati era il libretto UMA (Utenti Motori Agricoli), ora sostituito dal "libretto di controllo".

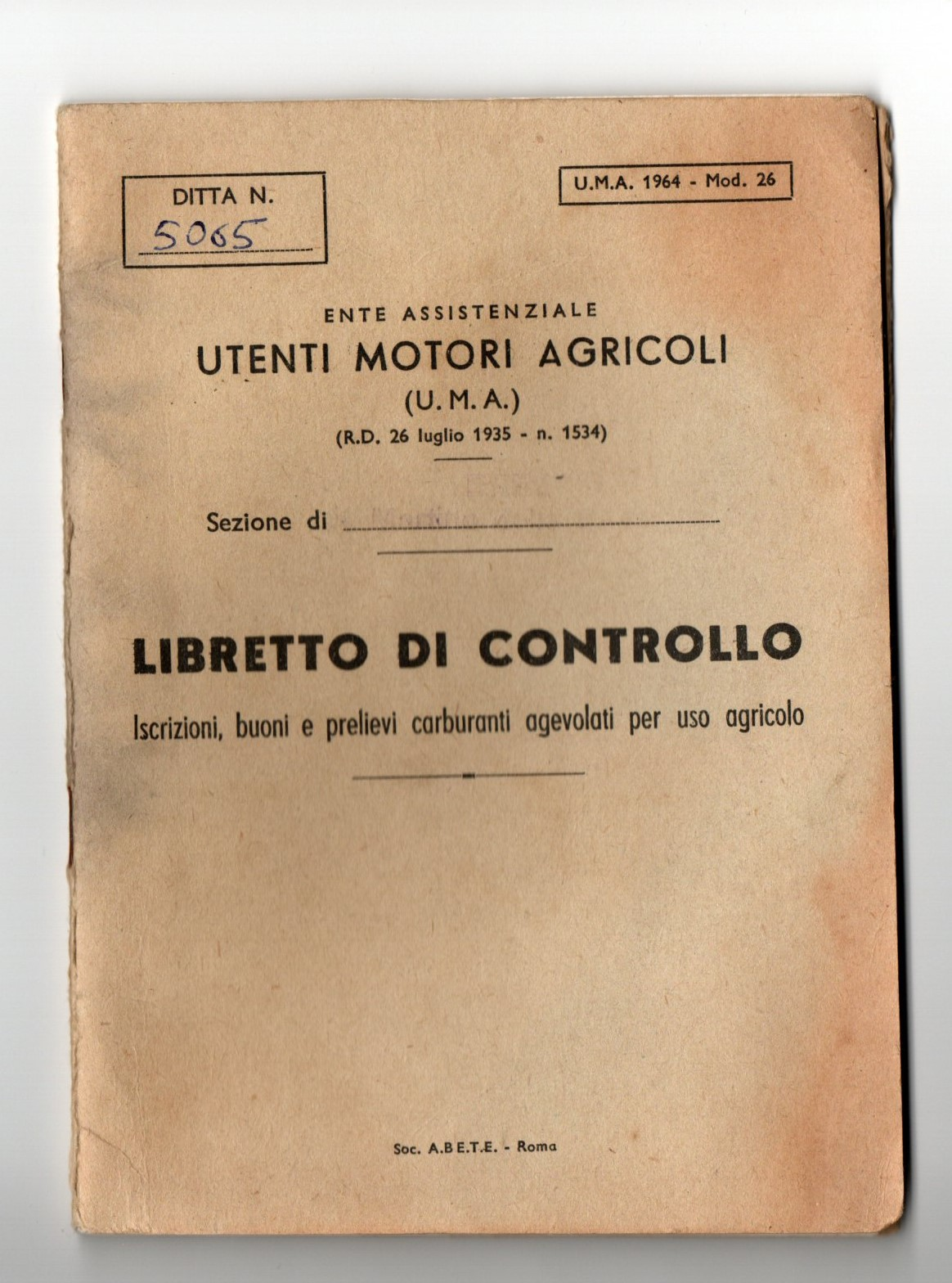
Libretto U.M.A. anni 60

La distribuzione del combustibile a prezzo speciale per gli agricoltori è stata, soprattutto in passato, una delle attività principali dei consorzi agrari e della Federconsorzi che li coordinava.
Il libretto di controllo permette agli agricoltori di accedere ad un'agevolazione statale per l'acquisto di gasolio ad un prezzo ridotto ai soli fini agricoli. L'assegnazione della quantità di combustibile, tramite i centri di assistenza agricola (CAA), è regolata dall'incrocio dei dati relativi alla quantità di terreno e dalle colture in esso coltivate, dal tipo di attrezzature in possesso e dalle macchine in possesso. Quando il CAA di competenza emette il libretto di controllo, il coltivatore diretto può recarsi presso un distributore autorizzato (solitamente consorzio agrario) e vedersi recapitato il combustibile richiesto. Chi accede a questo tipo di agevolazione, deve rispettare delle regole elementari quali la veritiera comunicazione dei dati dichiarati al CAA (giuste attrezzature, macchine ed eventuali capi allevati) e la corretta manutenzione della cisterna per la conservazione in azienda del gasolio.
Fra gli ideatori dell'U.M.A. deve essere ricordato Costantino Mariscoli, che con il suo lavoro ha esercitato fino al 1978 un'attività di contribuzione alla meccanizzazione dell'agricoltura in Italia.

## Categorie incluse

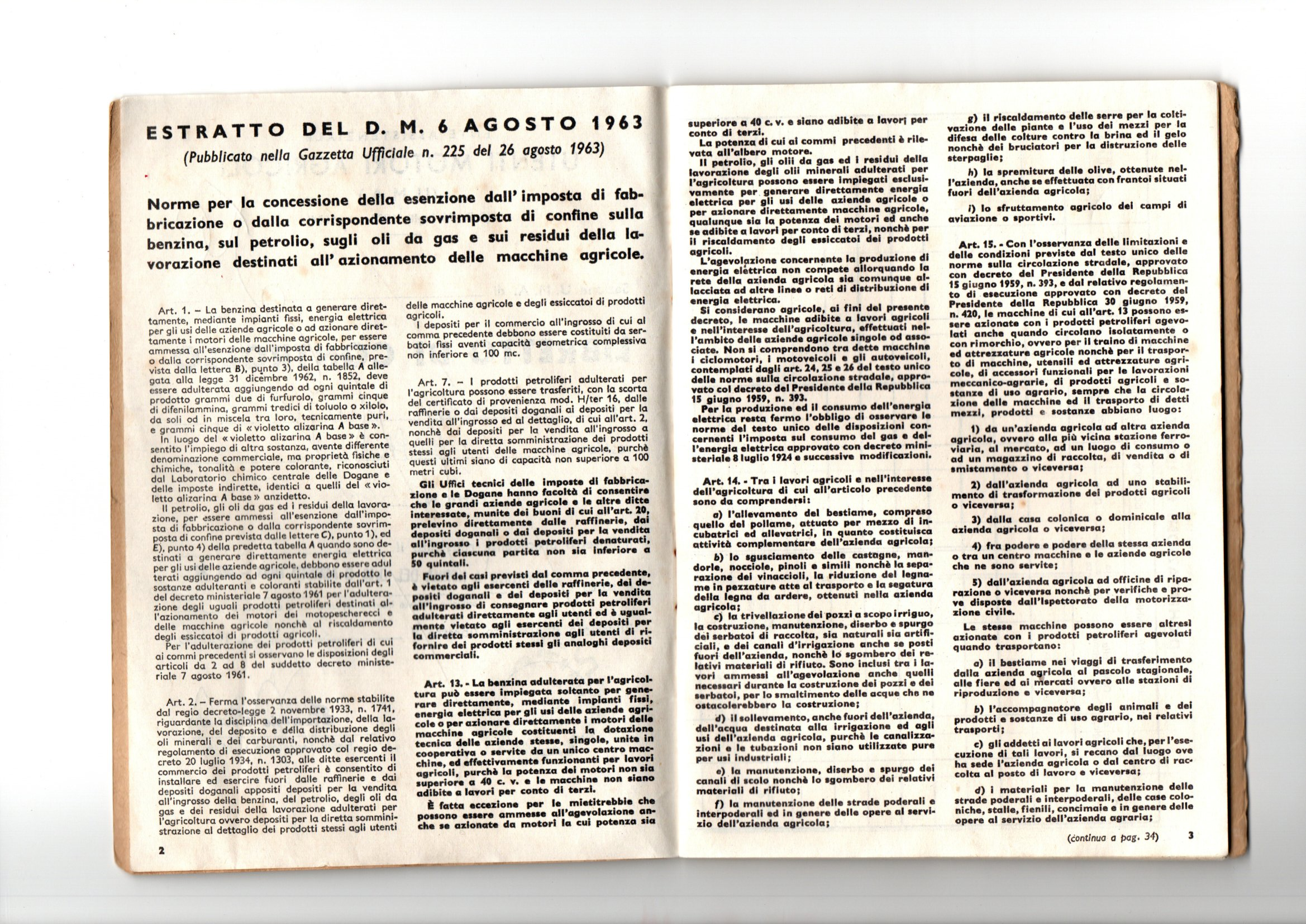
Regolamento U.M.A. 1

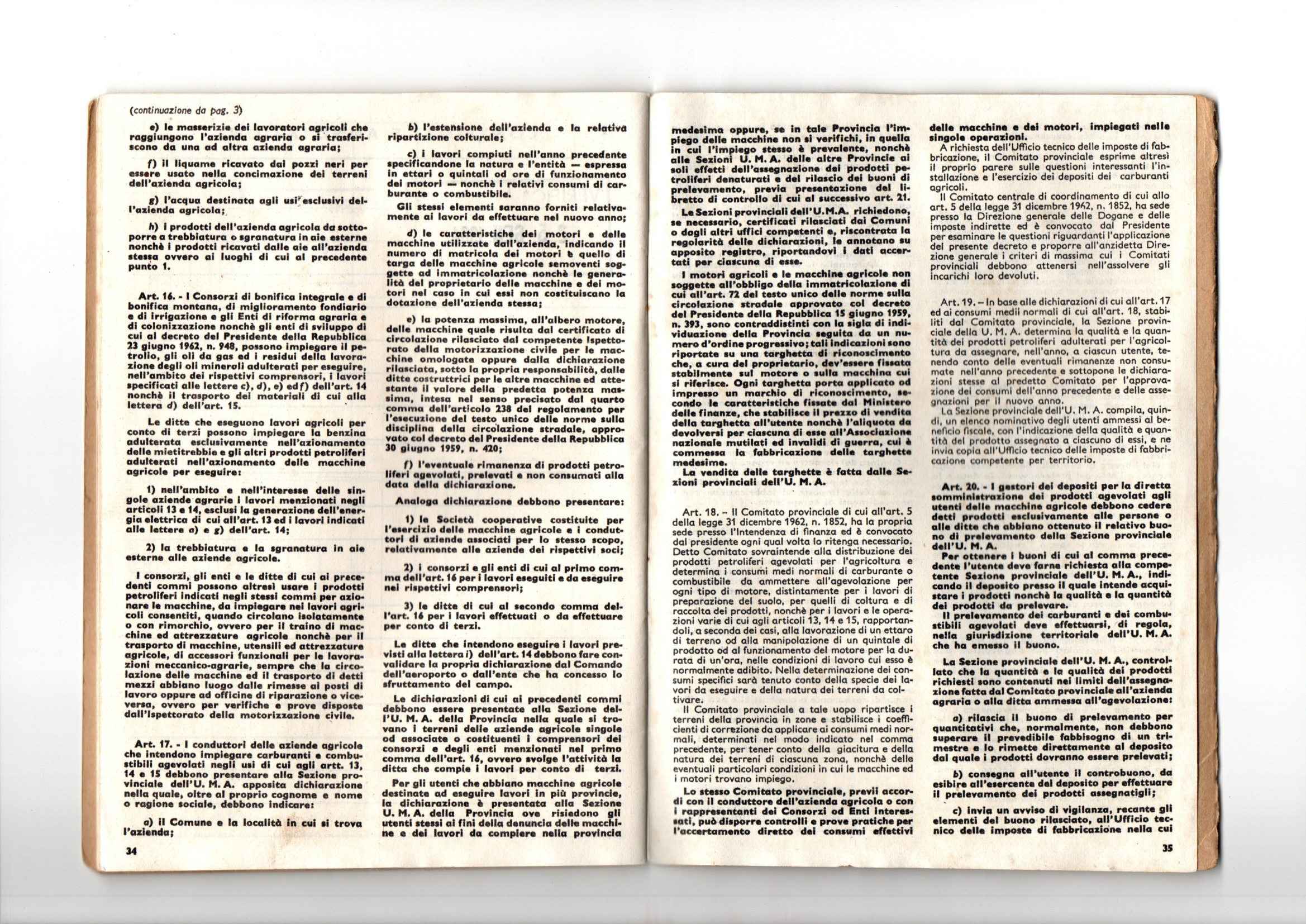
Regolamento U.M.A. 2

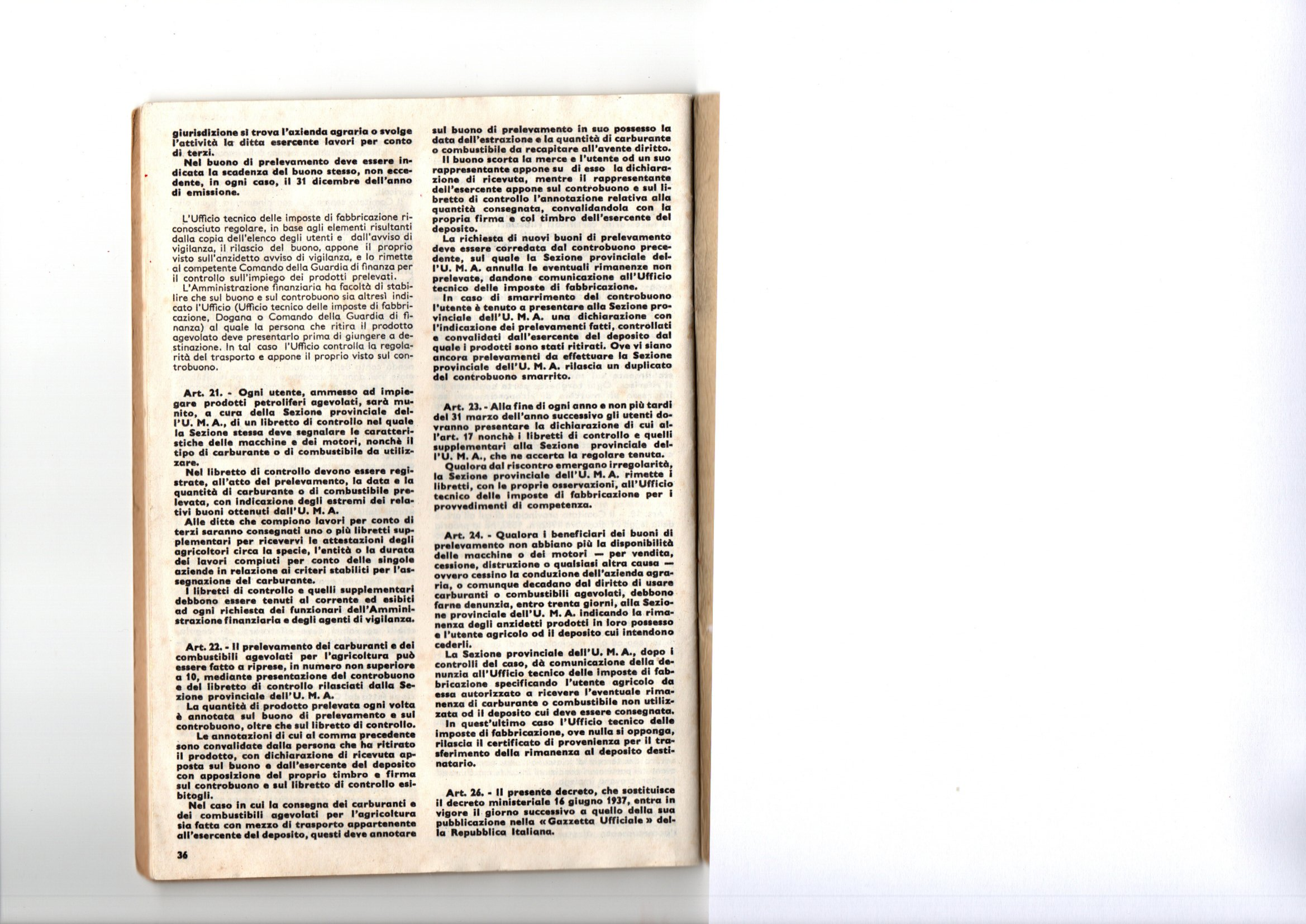
Regolamento U.M.A. 3

In Italia ai sensi delle vigenti leggi (d. leg. 504/95, 173/98; legge 662/96; d. m. 6/8/63, 12/3/92, 24/2/00) vengono considerati "utenti di motori agricoli" i seguenti soggetti:
- esercenti attività agricola iscritti nel registro imprese Camera commercio, aziende agricole di istituzioni pubbliche,
- Consorzi di bonifica ed irrigazione che intendono acquistare benzina, petrolio, gasolio da impiegare nei motori delle macchine agricole o destinate a "generare, mediante impianti fissi, energia elettrica per gli usi delle aziende agricole"

compresi:
- allevamento bestiame, compreso pollame, attuato con o senza terreno agrario;
- essiccatoi agricoli;
- sgusciamento frutta secca (castagne, mandorle, pinoli..), separazione vinaccioli, segatura legname
- trivellazione pozzi a scopi irriguo; costruzione, manutenzione e pulizia serbatoi idrici e canali di irrigazione e di scolo, smaltimento relativi materiali di rifiuto;
- sollevamento acqua per irrigazione anche fuori azienda;
- manutenzione strade poderali ed interpoderali e di altre opere al servizio azienda;
- riscaldamento serre, uso mezzi di difesa contro gelo e brina, bruciatori di sterpaglia;
- spremitura olive aziendali, anche se effettuata in frantoi esterni;
- sfruttamento agricolo campi di aviazione e sportivi;
- distillazione della mentha piperita
- macchine agricole, isolate o con rimorchio o "per il traino di macchine ed attrezzature agricole nonché per il trasporto di macchine, utensili ed attrezzature agricole, di accessori funzionali per lavorazioni meccanico-agrarie, di prodotti agricoli e sostanze di uso agrario", purché trasporto di tali mezzi e prodotti avvenga:
  - da azienda ad altra azienda agricola o stazione ferroviaria, o mercato, o luogo di consumo, o magazzino di raccolta, vendita o smistamento";
  - da aziende agricole ad industria trasformazione e viceversa;
  - da casa colonica ad azienda agricola o da podere a podere e viceversa;
  - da un centro macchine conto terzi ad azienda agricola;
  - da azienda agricola ad officina riparazione o prove e verifiche Ufficio motorizzazione;
  - trasporto bestiame al pascolo stagionale, fiere, mercati, stazioni di riproduzione;
  - trasporto di materiali per manutenzione strade poderali, casa colonica, stalle, fienile;
  - trasporto masserizie lavoratori agricoli che si trasferiscono da aziende agricole ed altre;
  - liquame da distribuire su terreni agricoli;
  - acque destinate esclusivamente ad azienda agricola;
  - prodotti dell'azienda agricola da essiccare in impianti esterni ad azienda;
  - lavori di bonifica e manutenzione eseguiti da Consorzi di bonifica;
  - lavori eseguiti da "imprese agro-meccaniche che effettuano a favore impresa agricola iscritta nel registro, prestazioni
  - risultanti da documentazione attestante lavorazioni eseguite, pubblicate dalla stessa impresa agricola".

Nel caso di motori benzina, macchine debbono avere potenza inferiore a 40 CV. e non essere impiegate per conto terzi, ad eccezione
delle mietitrebbiatrici.
Non rientrano tra macchine agricole: ciclomotori, motoveicoli, autoveicoli.

## Procedure di assegnazione
La massa enorme di beneficiari, la grande differenza di prezzo fra combustibile ordinario e quello agevolato, hanno portato a creare formulari sempre più complessi che non hanno, però, evitato il sorgere di sospetti di abusi, specialmente nelle regioni dove commistioni della malavita organizzata sono frequenti nel mondo agricolo e in quello della pubblica amministrazione.
Molte regioni si stanno organizzando per organizzare in modo digitale questa enorme  massa di dati, anche per permettere controlli più capillari.